# Crinitodiscus
Crinitodiscus es un género de ácaros perteneciente a la familia Trachyuropodidae.

## Especies
- Crinitodiscus Sellnick, 1931 
  - Crinitodiscus beieri (Sellnick, 1931)
  - Crinitodiscus pawlowskii Athias-Binche & Bloszyk, 1985
  - Crinitodiscus rafalskii Athias-Binche & Bloszyk, 1985